# Судово-адміністративна реформа 1889
Судово-адміністративна реформа 1889 - реформа, проведена в контексті перетворень уряду російського імператора Олександра III, спрямованих на кореляцію ліберальних реформ імператора Олександра II. Зумовлена необхідністю впорядкування місцевого управління та суду, потребою подальшої централізації вертикалі влади, а також зміцнення зв'язку державної адміністрації та селянського самоврядування. Законодавці врахували досвід діяльності попередніх установ у галузі місцевого управління й суду (мирових посередників та їхніх з'їздів (1861—74), повітових у селянських справах присутствій (1874—89) і мирового суду (1864—89)) та функціонування земств. Ініціатори реформи — К.Побєдоносцев та Д.Толстой, автор законопроєкту — О.Пазухін.

## Закон про земських начальників
Основою С.-а.р. став закон про земських начальників від 12 липня 1889, який включав ряд документів: положення про земських дільничних начальників; правила про устрій судової частини в місцевостях, де впроваджено назване положення; правила про волосний суд у тих же місцевостях; розклад посад у новостворених інституціях; правила про порядок набуття чинності закону. Реорганізація місцевого управління та суду за реформою 1889 проводилася поетапно з 1890 по 1900 і охопила 42 губернії Європейської Росії. Серед суто українських — Чернігівська губернія, Катеринославська губернія, Полтавська губернія, Харківська губернія, Таврійська губернія, Херсонська губернія, Бессарабська губернія (без Ізмаїльського повіту), Київська губернія, Волинська губернія і Подільська губернія. У трьох останніх губерніях, зважаючи на домінування поляків серед місцевих дворян, було істотно посилено повноваження генерал-губернатора по відношенню до реформованих органів. Реформа запроваджувалась і в Курській губернії.
Відповідно до однієї з основних ідей, якою керувались автори законопроєкту — максимальне наближення інституту земських начальників (див. Земський дільничний начальник) до населення, його влада мала поширюватися на невелику територію — дільницю, що охоплювала кілька волостей. Зі складу дільниць виключалися губернські, повітові та найбільші міста й містечка. Таким чином, юрисдикція земських начальників поширювалася фактично тільки на селянський стан.
Посади земських начальників могли обіймати місцеві спадкові дворяни із досить високим майновим та освітнім цензом. Недостатній освітній ценз компенсувався службовим стажем в органах місцевого управління чи суду. Перевага надавалася майновому цензу. Списки кандидатів на вказані посади формувалися місцевою дворянською корпорацією під контролем губернатора, проте призначення та усунення з посад земських начальників здійснював міністр внутрішніх справ. Але на практиці реалізувати ці норми закону було важко, і з часом корпус земських начальників все частіше поповнювався призначуваними від уряду особами.
Земські начальники були наділені адміністративними та судовими повноваженнями, а також незначними поліцейськими функціями. Фактично вони отримали повноваження мирових суддів та частково — повітових у селянських справах присутствій. Під контролем земського начальника перебували всі посадовці сільських та волосних установ. У його компетенції були питання, пов'язані із життєдіяльністю сільських товариств: землевпорядна діяльність, контроль за продовольчою та опікунською справою, благоустрій і добробут населення, частина фіскальних та мобілізаційних питань, боротьба з пияцтвом тощо. Земський начальник впроваджував у життя рішення вищих органів влади.
Важливою складовою реформи стали перетворення у сфері місцевого суду, найважливіше з них — відмова від мирової юстиції. Мирові суди ліквідовувалися, а їхні повноваження, по мірі значимості, передавалися земським начальникам, міським суддям або повітовим членам окружного суду. Великі міста та містечка було виділено в окремі судові округи, де судочинство здійснював міський суддя, призначуваний міністром юстиції.
Інститут мирових дільничних та додаткових суддів було збережено лише в Санкт-Петербурзі, Москві та Одесі, а згодом — і в Харкові та Нижньому Новгороді (нині місто в РФ), а на решті території лишилися тільки почесні мирові судді.
Судові повноваження земських начальників були досить значними і стосувались як цивільних, так і карних, справ, проте коло остаточних постанов було досить вузьким. На рівні повіту судові повноваження здійснював повітовий член окружного суду (один або два), котрий перебрав на себе обов'язки мирових суддів із цивільних та карних справ, які не відійшли до земських начальників і міських суддів (більш складні правопорушення), а також майже всі справи охоронного судочинства. Повітовий член відігравав важливу роль у роботі судового присутствія повітового з'їзду земських начальників.
У контексті С.-а.р. відбулися зміни й щодо найнижчої судової інстанції селян — волосного суду. З одного боку, були дещо розширені повноваження за рахунок справ із компетенції мирових суддів, а з другого — він потрапив під більш жорсткий контроль із боку земських начальників. Водночас волосний суд залишився становою інституцією поза судовою системою імперії.

## Реорганізація системи місцевого управління і суду
За реформою 1889 відбулася суттєва реорганізація системи місцевого управління і суду на рівні повіту та губернії. Повітове в селянських справах присутствіє замінене повітовим з'їздом земських начальників у складі двох присутствій: адміністративного та судового. Адміністративне зосереджувало у своїх руках адміністративну владу та контролювало земських начальників, його очолював повітовий предводитель дворянства. Воно складалось із земських начальників повіту, справника та голови повітової земської управи. У з'їзді брав участь і податний інспектор, коли розглядалися питання його компетенції.
Судове присутствіє, де також головував повітовий предводитель дворянства, формувалося з повітового члена окружного суду, міських суддів, почесних мирових суддів та земських начальників. Представники двох останніх посад засідали згідно з визначеною чергою. У судових засіданнях також брав участь товариш (заступник) прокурора окружного суду, а в місцевостях, де не було введено Судові статути, — товариш (заступник) губернського прокурора.
Наступною ланкою в системі органів місцевого управління стало губернське присутствіє, яке було правонаступником губернського в селянських справах присутствія. Очолював його губернатор, а до складу входили віце-губернатор, губернський предводитель дворянства, прокурор окружного суду чи його заступник, а в місцевостях, де не набули чинності Судові статути, — губернський прокурор. Також до присутствія входили два обов'язкові члени — представники від уряду. При розгляді переданих із повітового з'їзду судових справ на засідання запрошувалися також голова або член місцевого окружного суду, а при вирішенні адміністративних — управляючий казенною палатою та державними маєтностями (див. Казенна палата) і голова губернської земської управи.
Повноваження губернського присутствія були значно розширені й полягали в керівництві та контролі за діяльністю земських начальників і повітових з'їздів, для неостаточних постанов яких воно було апеляційною інстанцією. Постанови виконувались або членами присутствія чи, за дорученням голови, земськими начальниками, поліцейськими чинами або посадовими особами селянського самоврядування. Губернатор міг призупинити виконання постанови присутствія й передати справу для остаточного вирішення міністру внутрішніх справ.

## Подальші зміни
Основні положення реформи 1889 діяли до 1917, проте 1912 було поновлено мирову юстицію. Відповідно земські начальники втратили судові повноваження та контроль над волосними судами і перетворилися на адміністраторів. Інститут міських суддів ліквідовувався. Повітові з'їзди реорганізували, ліквідувавши судове присутствіє, повноваження котрого перейшли до поновлених повітових мирових з'їздів.
С.-а.р. досить неоднозначно була сприйнята сучасниками, а в радянській історіографії зарахована до розряду контрреформ. Однак слід наголосити, що, незважаючи на досить консервативний характер (збереження станового принципу в управлінні та судочинстві, ліквідація мирового суду, наділення земських начальників адміністративними та судовими повноваженнями), прийнята в умовах суттєвих трансформацій російського суспільства, вона сприяла пошукові оптимальної моделі управління. Основні положення реформи зазнали суттєвих видозмін, зокрема, досить швидко було поновлено мировий суд, а інститут земських начальників пройшов еволюційний шлях від дворянсько-бюрократичного органу управління до суто бюрократичного з чітко окресленою компетенцією.
Загалом реформа сприяла формуванню досить чіткої владної вертикалі в місцевому управлінні, істотно зміцнила зв'язок селянського самоврядування з державною владою, стала важливим кроком на шляху подолання юридично-правової відособленості селянства та його адаптації до нових історичних умов.